# Gework Alichanow

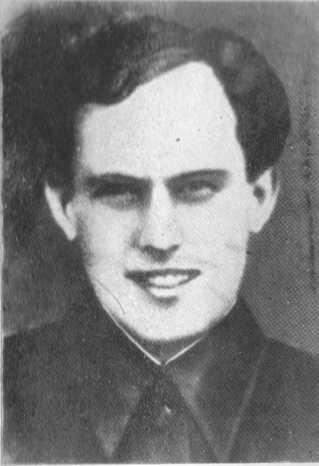
Gework Alichanow ungefähr in den späten 1920er Jahren

Gework Sarkissowitsch Alichanow (russisch Геворк Саркисович Алиханов; eigentlich Geworg Alichanjan, armenisch Գևորգ Ալիխանյան; * 1897 in Tiflis; † 13. Februar 1938 in Kommunarka bei Moskau) war ein Funktionär der Kommunistischen Partei der Sowjetunion und Stiefvater von Jelena Bonner.
Er war von Dezember 1920 bis April 1921 Erster Sekretär des Zentralkomitees der Kommunistischen Partei Armeniens. Später war er Mitglied des Exekutivkomitees und Leiter der Balkanabteilung der Kommunistischen Internationale (Komintern).
Am 26. Mai 1937 wurde er im Zuge des Großen Terrors verhaftet, am 13. Februar 1938 zum Tode verurteilt und am gleichen Tag in Kommunarka bei Moskau erschossen. Das zunächst der Familie mitgeteilte Todesdatum 11. November 1939 sowie die Todesursache Lungenentzündung stellten sich später als falsch heraus.
1954 wurde Alichanow rehabilitiert.